# 侯史光
侯史光（3世纪—3世纪），字孝明，东莱掖县人。西晋官员。
幼年有才且聪明，跟随同县人刘夏学习，被举为孝廉，被本州辟为别驾。
咸熙初年，为洛阳典农中郎将，封关中侯。泰始初年，拜散骑常侍，不久，兼侍中。二年（266年）正月，与皇甫陶、荀暠持节去各地巡查风俗，回京后奏事合乎皇帝旨意，转城门校尉，进爵临海侯。当年晋武帝下诏赞侯史光“忠诚朴素，有正义之心，历任内外官职，恭敬勤劳，克己奉公，任为御史中丞，虽是屈居列卿、校尉之列，也是为了施展他司直的才干”。侯史光在任上，宽松而不放纵。三年（267年），太保王祥因久病不上朝，侯史光奏请免其官，并与司隶校尉李憙以太傅郑冲、太保何曾、太尉荀顗有疾病为由，奏请罢免郑冲、何曾、荀顗。晋武帝下诏优待王祥，搁置了侯史光的奏折，也没有答应罢免其余三人。
四年（268年）七月，侯史光又作为使者巡行全国。
侯史光后改任少府，泰始年间卒于任上，诏赐朝服一具、衣一袭、钱三十万、布百匹。下葬时，诏书说：“侯史光有志向而守约，有清廉忠诚的节操。家里极其贫穷俭朴，赐钱五十万。”
侯史光学习并精通先代儒学，历任官职都有很好的政绩，其文笔奏议都有条理。长子侯史玄嗣侯，官至玄菟太守，死后子侯史施嗣侯，官至东莞太守。

## 评价
- 长沙孝廉尹虞对陆机说出身寒微者也能发迹，甚至有做皇帝的，何桢、侯史光、唐彬、張惲出身寒微，却曾在朝中侍奉皇帝和出外镇守，没有人会讥笑他们，以此劝阻了陆机谤毁交州刺史吾彦的行为。[7]
- 《晋书》赞曰：侯史、武陔，辅佐之才。

## 延伸阅读
[在维基数据编辑]
 《晉書/卷045》，出自房玄齡《晉書》